# Liste der großbritannischen Botschafter in Griechenland
Der Botschafter des Vereinigten Königreichs in Griechenland (englisch Ambassador of the United Kingdom to Greece, griechisch Πρέσβης του Ηνωμένου Βασιλείου στην Ελλάδα, Présvis tou Inoménou Vasileíou stin Elláda) ist der ranghöchste Diplomat des Vereinigten Königreichs (Großbritannien) in Griechenland und Head of the UK’s Diplomatic Mission. Der offizielle Titel ist His Britannic Majesty’s Ambassador to the Hellenic Republic.
Der moderne griechische Staat (anfangs das Königreich Griechenland) wurde 1832 an der Londoner Konferenz begründet und im selben Jahr international anerkannt im Treaty of Constantinople (Συνθήκη της Κωνσταντινούπολης), in welchem Griechenland die volle Unabhängigkeit vom Osmanischen Reich zugesichert wurde.
Neben der Botschaft in Athen ist die britische Regierung durch Vize-Konsulate auf den Inseln Korfu, Kreta und Rhodos vertreten, sowie ein Honorar-Vizekonsulat auf Zakynthos.

## Heads of Mission
(Quellen: )

### Minister Plenipotentiary to the King of Greece
- 1833–1835: Edward Dawkins[6][7]
- 1835–1849: Sir Edmund Lyons, Bt[6]
- 1849–1862: Sir Thomas Wyse[6]

### Envoy Extraordinary and Minister Plenipotentiary to the King of Greece
- 1862–1864: Peter Scarlett[8]
- 1864–1872: Hon. Edward Erskine
- 1872–1877: Hon. William Stuart
- 1877–1881: Edwin Corbett
- 1881–1884: Clare Ford
- 1884–1888: Sir Horace Rumbold, Bt[9]
- 1888–1892: Hon. Sir Edmund Monson[9][10]
- 1892–1903: Edwin Egerton[10]
- 1903–1917: Sir Francis Elliot
- 1917–1921: Granville Leveson-Gower, 3rd Earl Granville
- 1921–1922: Francis Lindley[11]

- Abbruch der diplomatischen Beziehungen 1922.

### Envoy Extraordinary and Minister Plenipotentiary to the Hellenic Republic
- 1924–1926: Sir Milne Cheetham[12]
- 1926–1929: Sir Percy Loraine, Bt
- 1929–1933: Hon. Patrick Ramsay[13]
- 1933–1939: Sir Sydney Waterlow
- 1939–1943: Michael Palairet

### Ambassador Extraordinary and Plenipotentiary
- 1943–1946: Sir Reginald Leeper[14]
- 1946–1951: Sir Clifford John Norton
- 1951–1957: Sir Charles Peake
- 1957–1961: Sir Roger Allen
- 1962–1967: Sir Ralph Murray
- 1967–1971: Sir Michael Stewart
- 1971–1974: Sir Robin Hooper
- 1974–1978: Sir Brooks Richards
- 1978–1982: Sir Iain Sutherland
- 1982–1985: Sir Peregrine Rhodes
- 1985–1989: Sir Jeremy Thomas
- 1989–1993: Sir David Miers
- 1993–1996: Oliver Miles
- 1996–1999: Sir Michael Llewellyn-Smith
- 1999–2004: Sir David Madden
- 2004–2008: Sir Simon Gass[15]
- 2008–2013: David Landsman
- 2013–2016: John Kittmer[16]
- 2017–2021: Kate Smith[17][18]
- 2021–: Matthew Lodge[19]